# Ховард, Дик (футболист)
Ричард Джеймс Ховард (англ. Richard James Howard; род. 10 июня 1943, Бромборо, Мерсисайд) — канадский футболист, вратарь.

## Карьера

### Клубная карьера
Во взрослом футболе дебютировал в 1965 году в английском клубе «Честер Сити», где провёл первый сезон своей игровой карьеры, выйдя на поле в одном матче.
В 1967 году переехал в Канаду, где стал выступать за местный клуб «Гамильтон Стилерз», но в том же сезоне перешёл в американский «Рочестер Лансерс». В 1968 году перешёл в другой американский клуб «Детройт Кугарс», а уже в 1969 году вновь вернулся в «Рочестер Лансерс».
В 1971 году вернулся в Канаду, где стал играть за клуб «Торонто Близзард». Завершил карьеру футболиста в 1974 году.

### Карьера в сборной
В 1972 году дебютировал в официальных матчах в составе национальной сборной Канады. Всего в составе сборной принял участие в пяти матчах, пропустив 12 мячей.